# هیلی، آلاسکا
هیلی (به انگلیسی: Healy) شهری در بخش دنالی ایالت آلاسکا است که جمعیت آن در سرشماری سال ۲۰۰۰ میلادی ۱۰۰۰ نفر بوده‌است.